# Tiger Chen
Tiger Chen en chino simplificado: 陈虎; en chino tradicional: 陳虎; en pinyin: Chén Hǔ; (Chengdu, 3 de marzo de 1975) es un artista marcial chino y actor. Tiger Chen es pupilo de Yuen Woo-ping, maestro y amigo de Keanu Reeves. También fue el doble de acción de Uma Thurman.

## Vida

### Inicios
Tiger Chen nació el 3 de marzo de 1975 en Chengdu, Sichuan. Allí estudió artes marciales chinas. A la edad de 18 se unió al equipo Sichuan Wushu. 
Ganó el Campeonato Nacional Juvenil de Artes Marciales de China. A sus 19 años se trasladó a los Estados Unidos, donde vivió en una choza de madera. Sobre esto, dijo: "En China, al menos puedes practicar Kung Fu y asistir a competiciones de artes marciales, pero en los Estados Unidos te encontrarás la mayor parte del tiempo lavando platos y siendo un maletero".
En los años 2000 Chen se convirtió en estudiante del artista marcial hongkonés Yuen Woo-ping.

### Carrera cinematográfica
En 1998 empezó su carrera ocupando un cargo como asistente del equipo coreográfico de peleas de la película Matrix, bajo la supervisión de Yuen Woo-ping. Durante el rodaje, Chen contrajo una gran amistad con Keanu Reeves, la cual se ha mantenido vigente a lo largo del tiempo. También participó como coreógrafo en películas como Los Ángeles de Charlie (2000), Compromiso de Sangre (2000) y Kill Bill: Volumen 1 (2003).
Chen tuvo un rol menor en la película Matrix: Recargado (2003) en la cual interpretó a un rōnin. En 2005, encarnó a un artista marcial en House of Fury. Dicha película contó también con la participación de Anthony Wong, Gillian Chung, Stephen Fung y Charlie Choi.
En 2012, Chen tuvo un papel protagonista junto con Vanessa Branch y Jiang Mengjie en la película Kung Fu Man.
Luego de años de ocupar roles menores y secundarios, en 2013 Chen finalmente obtuvo un papel protagonista en Man of Tai Chi (También llamada Maestro del Tai Chi en Hispanoamérica y El poder del Tai Chi en España). La película fue dirigida por Keanu Reeves y contó con la participación de Karen Joy Morris y Simon Yam.

## Trabajos

### Películas
| Año  | Título en español                 | Título en chino         | Función              | Notas         |
| ---- | --------------------------------- | ----------------------- | -------------------- | ------------- |
| 1999 | Matrix                            | 《黑客帝国》            |                      | Coreógrafo    |
| 2000 | Los ángeles de Charlie (película) | 《霹雳娇娃》            |                      | Coreógrafo    |
| 2000 | Compromiso de Sangre              | 《一生一次》            | Loe                  |               |
| 2003 | Kill Bill: Volumen 1              | 《杀死比尔》            |                      | Coreógrafo    |
| 2003 | Matrix: Recargado                 | 《黑客帝国2：重装上阵》 | Ronin                |               |
| 2005 | House of Fury                     | 《精武家庭》            | Artista marcial      |               |
| 2012 | Kung Fu Man                       | 《功夫侠》              | Chen Ping            | [ 11 ]        |
| 2013 | Man of Tai Chi                    | 《太极侠》              | Chen Linhu           | [ 12 ] [ 13 ] |
| 2015 | Monk Comes Down the Mountain      | 《道士下山》            |                      |               |
| 2016 | Revenge of Gold                   | 《流金》                |                      |               |
| 2017 | Kung Fu Traveler                  | 《功夫机器侠》          | Chen Wu/General Chen |               |
| 2017 |                                   | 《功夫机器侠2》         | Un Jie/General Chen  |               |
| 2017 | Romantic Assassin                 |                         |                      |               |
| 2018 | PASKAL: La Película               |                         | Sgt. Chen Han        |               |
| 2019 | Triple Amenaza                    |                         | Long Fei             |               |
| 2019 | John Wick: Capítulo 3: Parabellum |                         | Tríada               | Cameo         |
| 2019 | Special Forces King 3             |                         |                      |               |

## Premios
- Vencedor del Campeonato Nacional Juvenil de Artes Marciales de China
- Campeón del Torneo Internacional de Artes Marciales de San Francisco.
- Campeón Nacional de Karate (hombres - 60 kg)
- Nominación en los World Stunt Award por Matrix 2[4]